# 블라다나 부치니츠
블라다나 부치니츠(몬테네그로어: Владана Вучинић, Vladana Vučinić, 1986년 7월 18일 ~ )는 몬테네그로의 가수이다. 유로비전 송 콘테스트 2022에 몬테네그로 대표로 참가했으며, 참가곡은 "Breathe"이다.

## 음반 목록
- Sinner City (2010)